# Гой
Гой (от ед. ч. др.-евр. גּוֹי‬, мн. ч. גּוֹיִם‎, гоим) в иврите — выражение в еврейской Библии для «народа», включая евреев. В иудаизме — человек, не исповедующий иудаизм, язычник; в еврейской среде — человек, который по вере или национальности не принадлежит к евреям, чужой.

## История слова

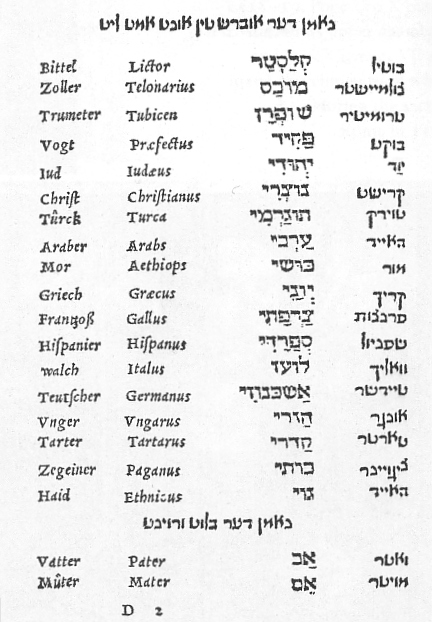
Страница из четырёхъязычного еврейского словаря XVI века (Элия Левита, «Schemōs Dworim», или «Nomenclatura Hebraica», Исни, 1542) со списком народов. Ивритскому слову гой (גוי) соответствует Ethnicus

Гой на иврите — «народ» (мн. ч. גויים‎, гоим — «народы»). Такое значение слово сохранило отчасти и в современном литературном иврите. В Библии этот термин никогда не применяется по отношению к одному человеку, а 620 раз употребляется во множественном числе (гоим) и означает многие народы (например, Быт. 10:5). В единственном числе гой встречается 136 раз, при этом нередко относится и к еврейскому народу гой гадоль (גוי גדול‎ — «великий народ», см. Втор. 4:7). Так, из десяти употреблений слова гой в Пятикнижии, пять относятся к еврейскому народу.
В еврейской Библии слово гой означает «народ», причем народ Израиля также именуется гоем, святым гоем, но всё же народ среди других народов. Однако в эллинистический период происходит семантическая дифференциация, и слово гоим начинает использоваться в основном по отношению к иным народам.
В Талмуде и последующей раввинистической литературе до периода ахароним слово использовалось в значении «иноверец» вообще и «христианин» в частности.
В литературе ахароним и современной лексике это слово имеет значения как «народ» (обычно о неевреях), так и употребляется в отношении отдельных иноверцев.
В зависимости от контекста, интонации и даже от языка, на котором это слово употребляется, оно может иметь или не иметь обидный оттенок. Гой в речи на идише имеет коннотацию, отличную от слова гой в речи на иврите, и они обе будут отличаться от коннотации, которое имеет слово гой в русской или английской речи.
Так, в слове шабесгой («субботний гой») слово гой указывает на нееврея, нанятого иудеями для работы в шаббат (субботу), когда сами ортодоксальные иудеи не могут делать определённые вещи по религиозным законам.
Американский исследователь еврейской идентичности Стюарт Шарме писал: «Принятие радиоактивного ядра гойства, — Иисуса, нарушает последнее табу еврейства. Вера в Иисуса как в мессию — это не просто еретическая еврейская вера, как это могло быть в первом веке, она стала эквивалентом акта этнокультурного самоубийства».

## Антисемитизм
Сторонники превосходства «белой расы» иронически используют термин гой по отношению к себе как маркер своей веры в теории заговора о евреях. Так, венгерская антисемитская байкерская ассоциация называет себя «гойскими гонщиками», а в 2020 году Кайл Чепмен попытался переименовать крайне правую группу «Гордые парни» в «Гордые гои».
Крайне правая американская Традиционалистская рабочая партия в 2017 году создала краудфандинговую платформу под названием GoyFundMe — игра слов, отсылающая к популярной краудфандинговой платформе GoFundMe. Аналогично термин используют американская неонацистская группа «Лига защиты гоев» (GDL) и её веб-сайт GoyimTV. В отчёте Европола за 2021 год «О террористических ситуациях и тенденциях» обсуждается немецкая Goyim Partei Deutschland («Партия гоев Германии»), «правая экстремистская организация», основанная в 2016 году, которая «использовала свой веб-сайт для публикации антисемитских и расистских текстов, изображений и видео».
Термин фигурирует в крайне правом клише или меме The Goyim Know, Shut It Down, связанном с неонацистами на таких онлайн-форумах, как 4chan и 8chan. Фраза произносится как бы от лица «паникующего еврея», реагирующего на событие, которое раскроет еврейские «манипуляции» или еврейскую «лживость». Согласно Антидиффамационной лиге, этот антисемитский мем впервые появился на 4chan в 2013 году. Мем рассматривается как пример «лингвистической апроприации», когда неонацисты включили «псевдо-идишские фразы» в свой словарь, чтобы высмеивать евреев. Шорр описывает это как способ распространения «антисемитского мифа о том, что мы — клика с собственным секретным языком и повесткой дня». Антидиффамационная лига расшифровывает клише: «Этот язык обычно используется в ссылках на антисемитские теории заговора, изображающие евреев как злобных кукловодов, манипулирующих СМИ, банками и даже целыми правительствами в своих интересах, но в ущерб другим народам».